# Manuel Colmeiro Guimarás
Manuel Colmeiro Guimarás (Chapa, 7 de agosto de 1901 - Salvatierra de Miño, 1 de octubre de 1999) fue un pintor español.

## Biografía
Emigró a Buenos Aires de muy joven y en la capital de Argentina supo combinar estudios pictóricos nocturnos con un trabajo en una fábrica de zapatos. Durante un año estudió en la Academia de Bellas Artes, que abandonó para formar un grupo de trabajo con pintores y escultores como Demetrio Urruchúa, Pompeyo Audivert y Plana Casas. Muchas de sus obras realizadas en esta etapa, de carácter expresionista, las destruyó antes de su regreso a Galicia en 1926.

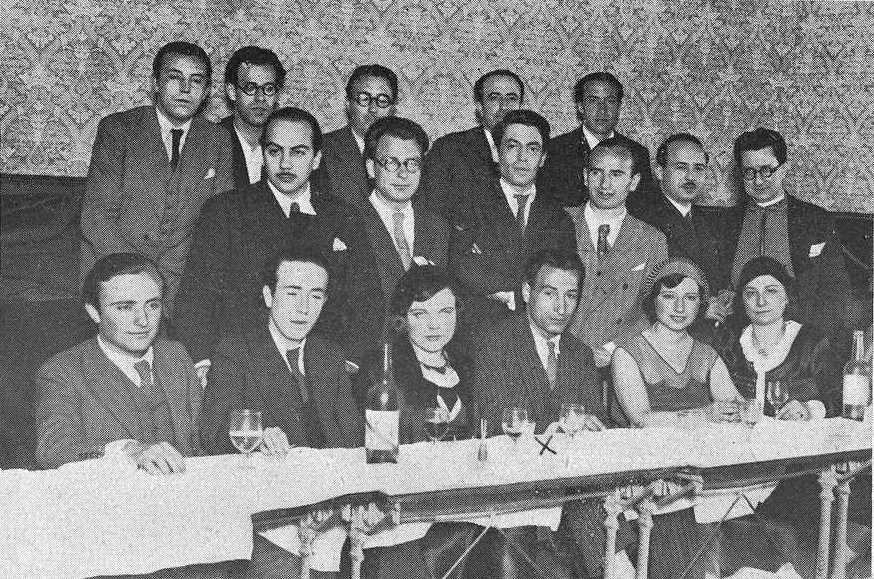
Homenaje a Manuel Colmeiro en el Círculo de Bellas Artes de Madrid, retrato en Vida Gallega, 1932.

Realizó su primera exposición en 1928 en los salones del Faro de Vigo en Vigo. La Diputación de Pontevedra le concedió una beca que le permitió viajar a Madrid y asistir a la Academia de San Fernando, aunque al parecer prefirió formarse por su cuenta visitando asiduamente el Museo del Prado. Ese mismo año se casó con Emilia González Colmeiro. En 1932 participó en una exposición sobre nuevos pintores gallegos en La Barraca de Federico García Lorca.
Al estallar la guerra civil española se exilió en Argentina y residió en Buenos Aires hasta 1948. Durante estos años participó en el ámbito de los exiliados relacionándose con Luis Seoane, Rafael Dieste y Rafael Alberti entre otros. En 1949 se trasladó a París, ciudad en la que vivió hasta 1989, cuando regresó a Galicia. Es considerado uno de los integrantes de la Escuela Española de París.

Galerías Pacífico, Buenos Aires. Manuel Colmeiro Guimarás. Lunetas de la derecha y la izquierda.

En los años 60 le llegó el reconocimiento masivo con exposiciones individuales en Londres, París y Madrid. La temática de su obra se centra en el paisaje y en la cultura popular gallega. Colmeiro, Seoane, Laxeiro, Arturo Souto y Maside integraron el grupo conocido como Os Novos (Los jóvenes), compuesto por pintores nacidos a principios del siglo XX, considerados continuadores del Grupo Nós, y caracterizados por una obra de temática marcada por una galleguidad tamizada por la estética de las vanguardias (expresionismo, cubismo y abstracto). Entre ellos, Colmeiro destaca por su intimismo y el concepto lírico de los ambientes, siendo considerado el más tradicional del grupo.
Recibió varios premios a lo largo de su carrera artística: el "Premio de las Artes" de la Junta de Galicia (1987) y el "Premio Celanova, Casa de los Poetas" en 1996.